# Ploggning

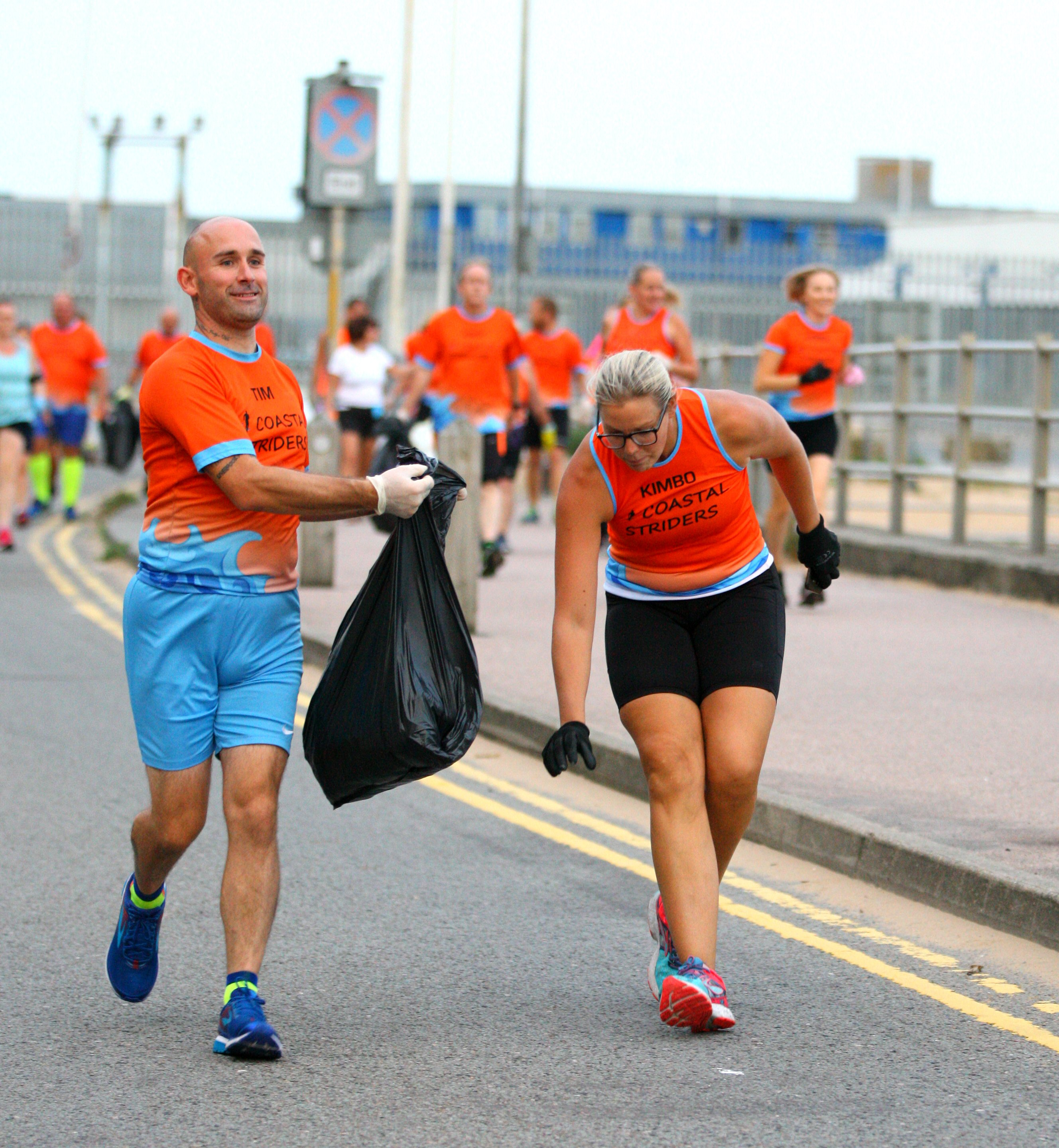
En kvinna böjer sig för att plocka upp skräp, medan en man som joggar bredvid henne håller upp en soppåse under en plogging event in Kent, England

Ploggning (eller plogging, att plogga) är en motionsform där man kombinerar joggning med skräpplockning. Termen är ett teleskopord av plocka och joggning. I träningssyfte innehåller ploggning varierande kroppsrörelser, då det innehåller böjande, sätta sig på huk och sträckande, samt huvudaktiviteten springa.

## Historia
Ploggning startades som en organiserad aktivitet i Sverige under 2016, och spred sig till andra länder 2018, efter ökad oro över plastföroreningar. 
Multisportaren Erik Ahlström började att plogga i Stockholm, då han flyttat dit från Åre skidområde, och startade då även webbsidan Plogga för att organisera verksamheten och uppmuntra volontärer.

### Övriga länder
Även i Storbritannien förekommer ploggning. Författaren David Sedaris ploggar i Parham, Coldwaltham och Storrington i West Sussex, och promenerar upp till 60 000 steg om dagen samtidigt som han plockar skräp. Han har även fått en lokal sopbil uppkallad efter sig för sina outtröttliga ansträngningar, och även blivit kallad för en riktig lokal hjälte.
I USA har organisationen Keep America Beautiful marknadsfört ploggning till deras medlemsförbund. Organisationen Trashercize i Tennessee utövar ploggning regelbundet.

## Hälsoeffekter
En vetenskaplig studie från 2022 fann att ploggning och joggning förbrukar ungefär lika mycket energi, men att andelen energi som kommer från fett är signifikant högre för ploggning . Studien rekommenderar vissa typer av huk-rörelser (”full squat” och ”lunge”) framför andra ur ergonomisk synpunkt. Vidare konstaterar studien att ploggning stärker underkroppens muskler och inbegriper ett större antal muskelgrupper än vad joggning gör. Studien pekar på att det kan vara fördelaktigt att variera i vilken hand man bär ploggnings-kassen för att undvika långvarig ensidig belastning av ena kroppshalvan.

## Bilder

Plogging
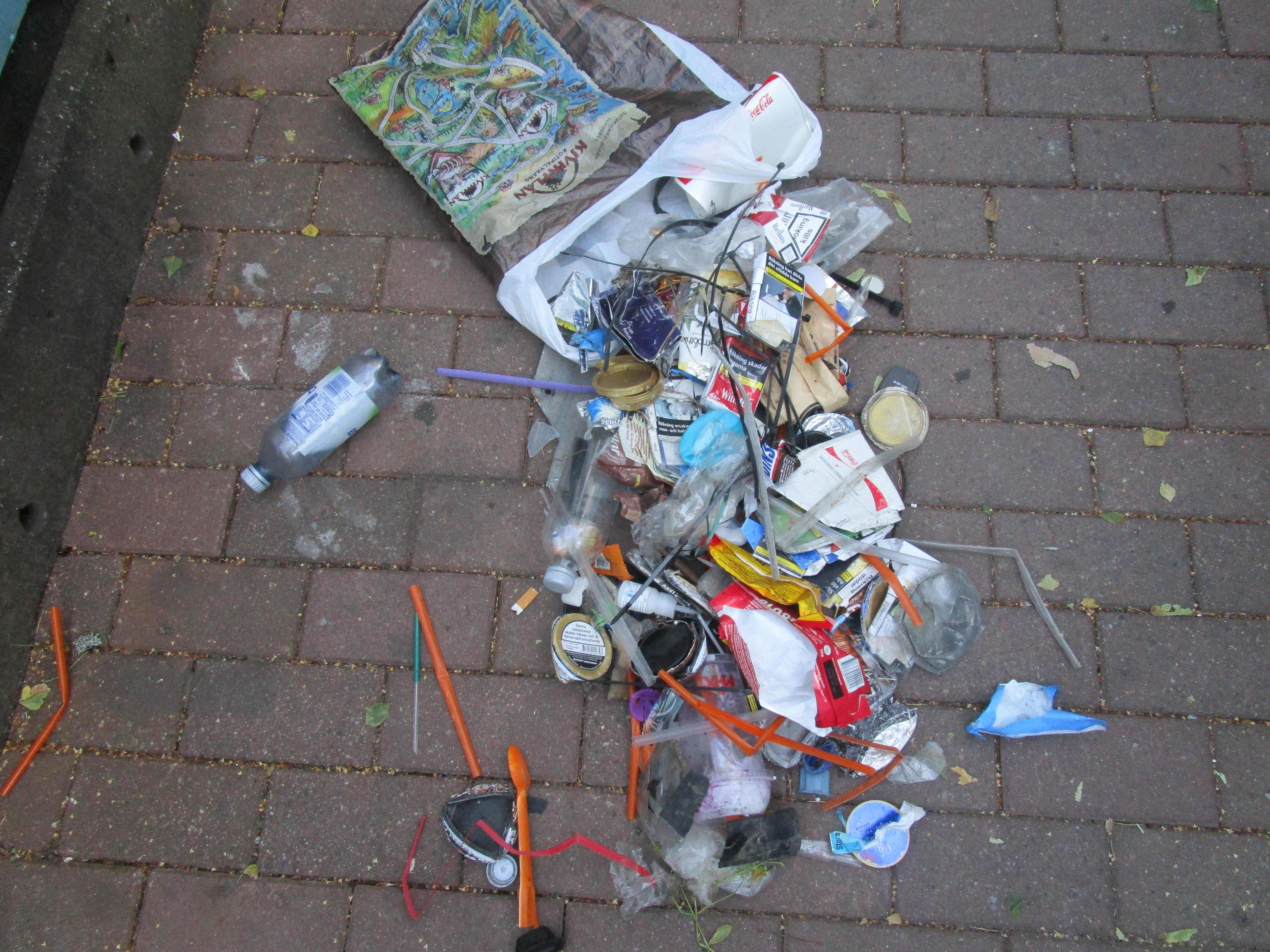
Resultatet av en timmes plogging längs med Delsjövägen i Göteborg den 11 juli 2019.
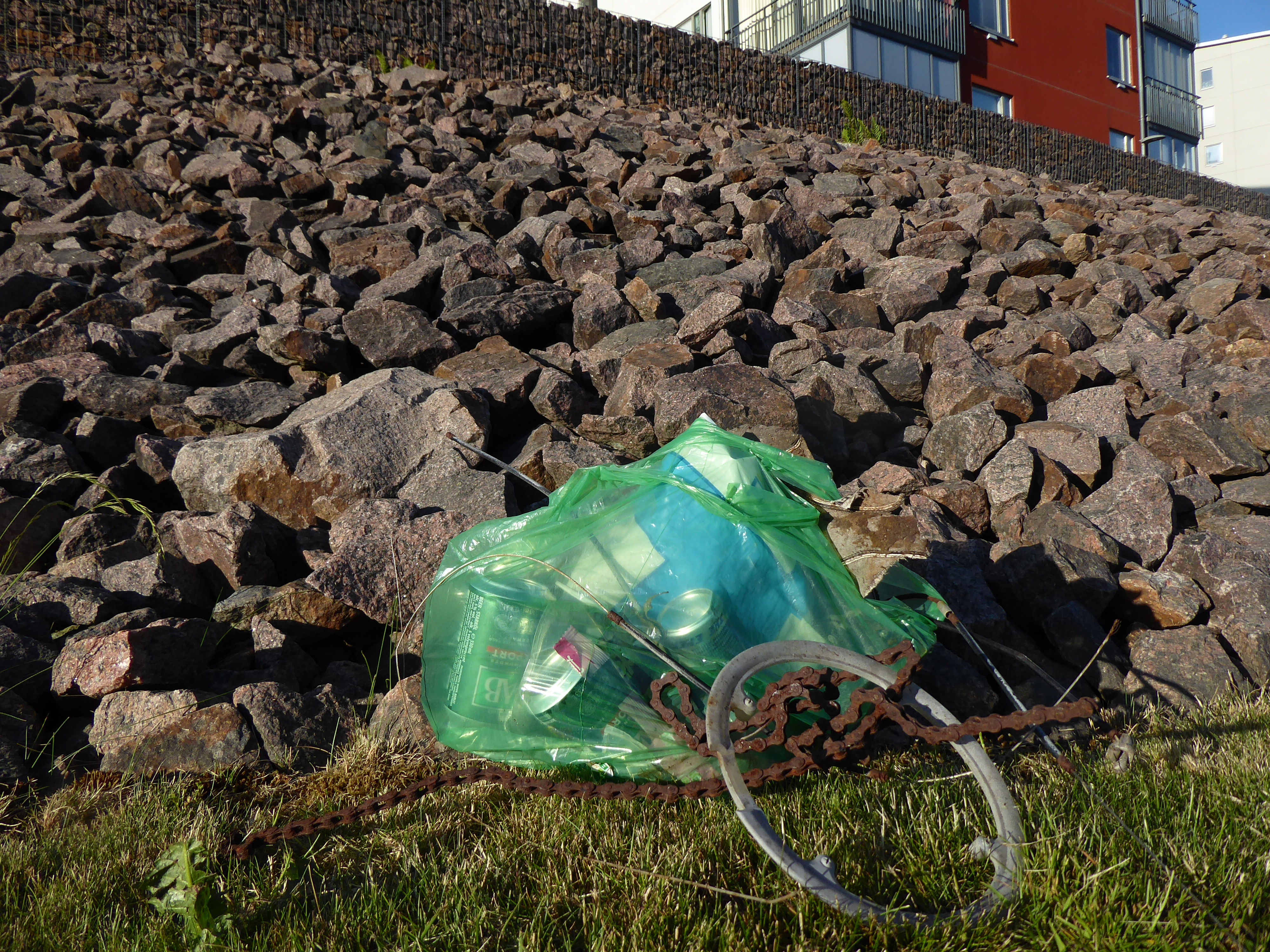
Resultatet av en timmes plogging i Fräntorp, Göteborg den 31 maj 2020.
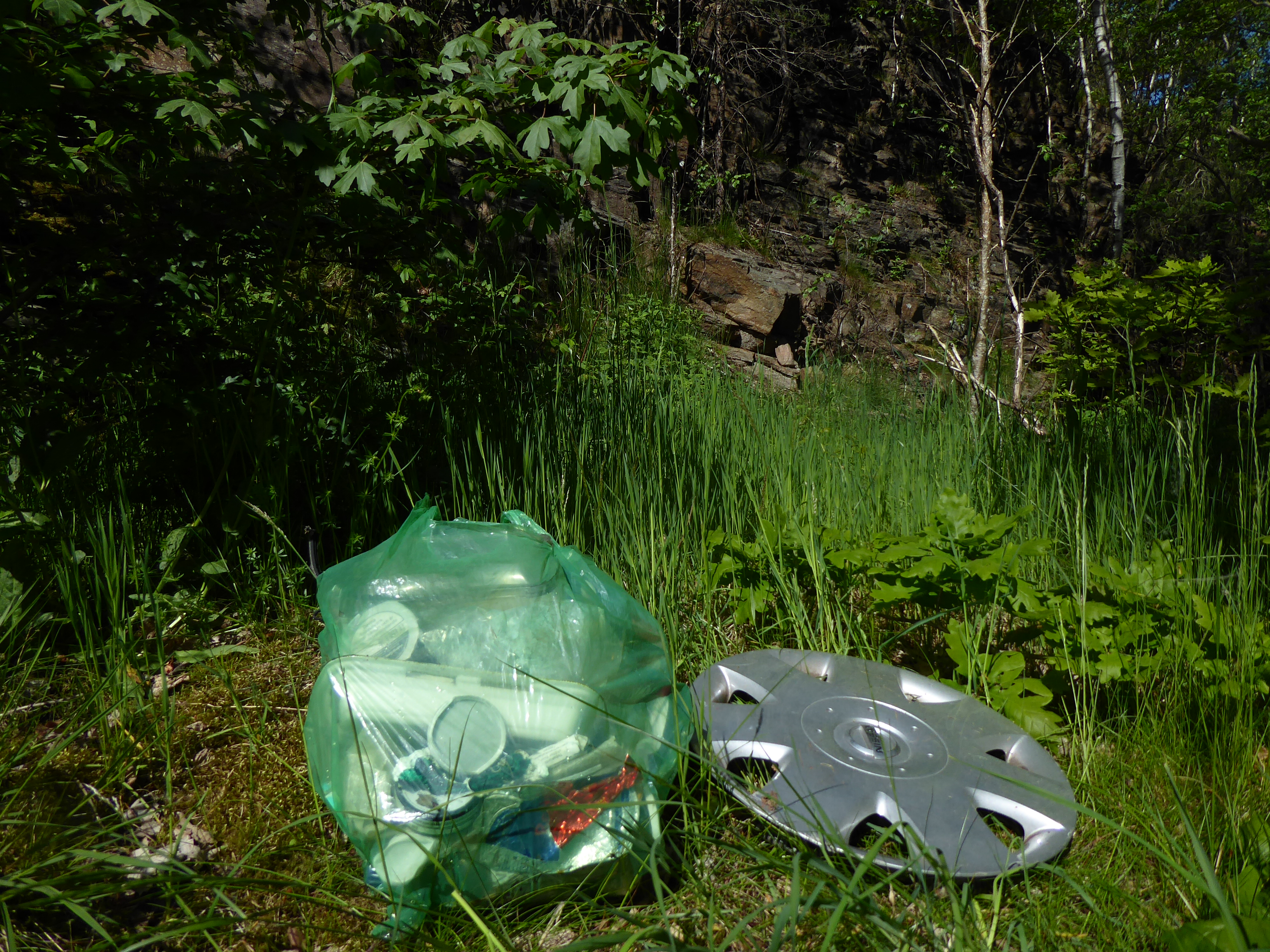
Resultatet av en timmes plogging i Sävedalen, Partille den 29 maj 2020.
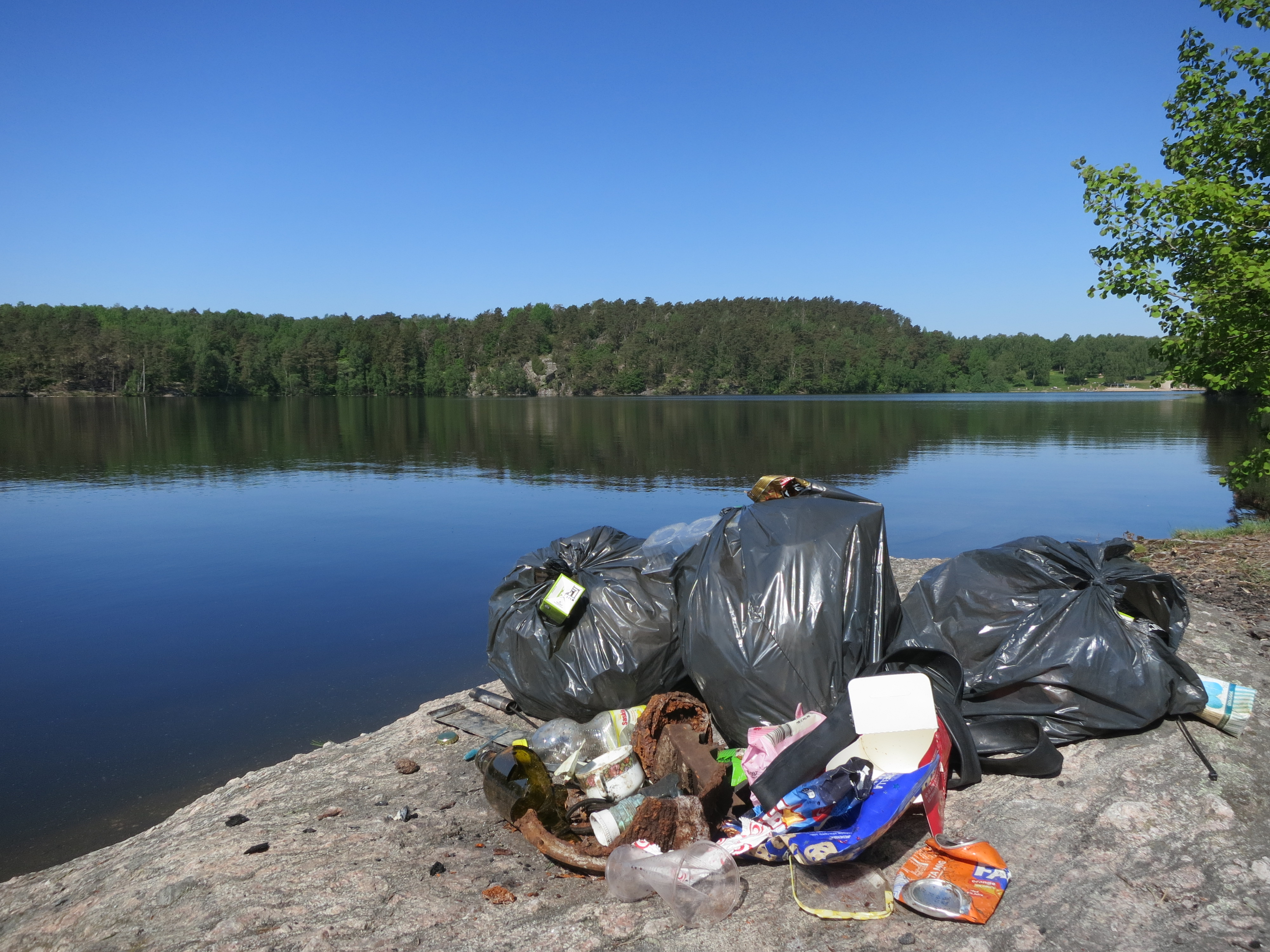
3.5 timmars ploggning i Delsjöområdets naturreservat i maj 2024: 6.7 kilo plast, metall, glas och kartong.
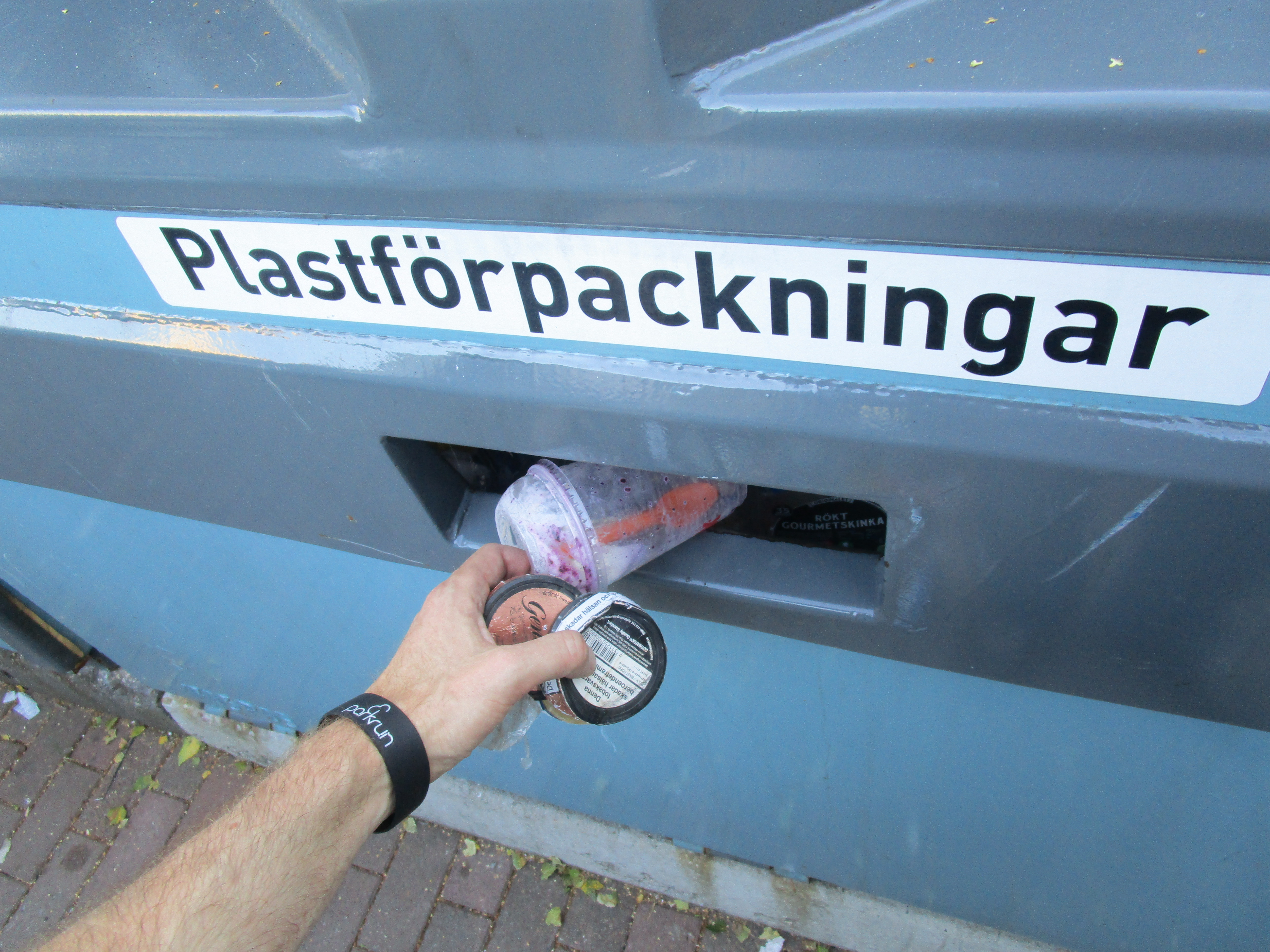
Ploggingrundan avslutas med ett besök på återvinningscentralen, Göteborg 11 juli 2019.
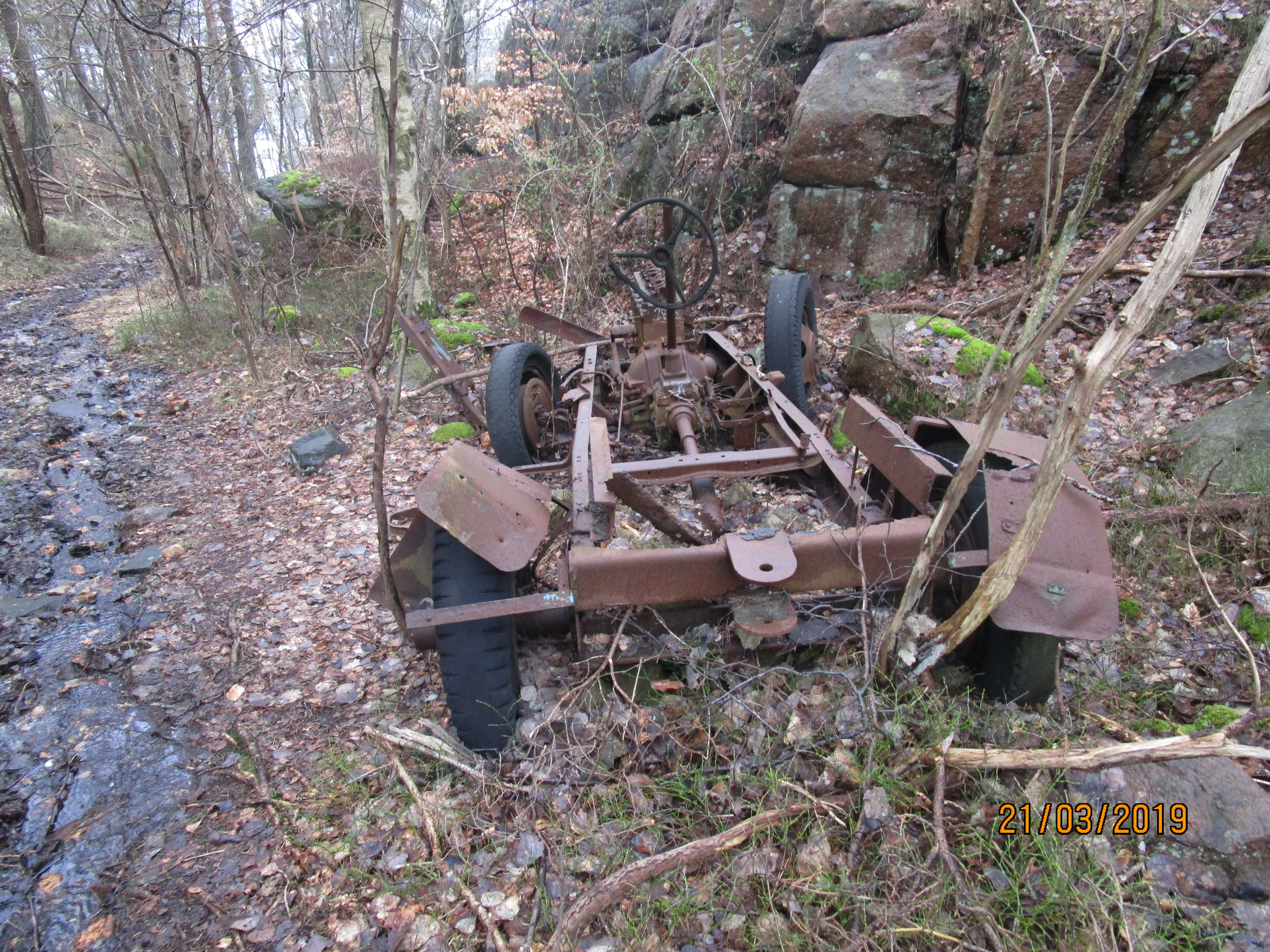
Otympliga eller farliga plogging-fynd gör man bäst i att rapportera till de lokala myndigheterna (här: bilvrak i Änggårdsbergen, Göteborg den 21 mars 2019).